# Mittaghore (Adelboden)
Pour les articles homonymes, voir Mittaghore (homonymie).
Ne doit pas être confondu avec Mittaghorn.
Le Mittaghore est un sommet des Alpes bernoises, en Suisse, situé dans le canton de Berne. Il culmine à 2 678 m d'altitude.

## Géographie
Situé sur le versant nord-ouest du chaînon des Loner, il surplombe la commune d'Adelboden au nord-ouest et la vallée de l'Entschlige à l'ouest.